# Generalstaatsanwaltschaft von Kolumbien
Die Fiscalía General de la Nación (FGN) ist die Generalstaatsanwaltschaft und eine unabhängige öffentliche Einrichtung in Kolumbien. Sie wird von einem Generalstaatsanwalt (Procurador General de la Nacion) geleitet. Derzeitiger Anklagevertreter ist Fernando Carrillo Flórez. Die Generalstaatsanwaltschaft wurde 1991 auf der Grundlage der neuen politischen Verfassung in Leben gerufen und nahm am 1. Juli 1992 die Tätigkeit auf.
Die Fiscalía, wie sie landläufig auch genannt wird, übernahm die Aufgaben, die die nicht mehr existierende Dirección Nacional de Instrucción Criminal („Nationale Kriminalpolizeidirektion“) ausgeübt hat. Die Hauptaufgabe ist, mutmaßliche Täter, die ein Verbrechen begangen haben, zu überprüfen und anzuklagen. 
Der Generalstaatsanwalt der Nation wird vom Obersten Gerichtshof aus einer vom Präsidenten der Republik gesendeten kurzen Liste ausgewählt.